# 表町 (弘前市)
表町（おもてまち）は、青森県弘前市の大字。2017年6月1日現在の人口は126人、世帯数は57世帯。郵便番号は036-8096。

## 地理
JR東日本弘前駅とその構内、そして町の南側のJR公舎を中心とする町。西北から北にかけて駅前、北東から東にかけて城東中央、東南は城東、南は南大町、南西は大町、西は駅前町に接する。

## 歴史

### 沿革
- 1966年（昭和41年） - 和徳から分離、表町になる。
- 1983年（昭和58年） - 南大町の一部を編入。

## 交通

### 鉄道
- JR東日本奥羽本線 - 弘前駅
- 弘南鉄道弘南線 - 弘前駅

### バス
- 弘南バス
  - 弘前駅前停留所。
    - 市内を走るほとんどの路線バスの発着所である。

### 道路
- 青森県道17号弘前停車場線
  - 正確には隣接する駅前町が起点。

## 施設

### 教育
- 青森県ヘアアーチスト専門学校

### JR関連
- JR・弘南鉄道弘南線弘前駅
- 弘前運輸区
- JR秋田鉄道サービス弘前営業所
- JRアパート16・17号
- JR弘前寮
- 秋田土木技術センター弘前派出所

## 小・中学校の学区
市立小・中学校に通う場合、学区は以下の通りとなる。
| 大字 | 番・番地 | 小学校             | 中学校             |
| ---- | -------- | ------------------ | ------------------ |
| 表町 | 全域     | 弘前市立大成小学校 | 弘前市立第三中学校 |